# ساندرو بازادزه
ساندرو بازادزه (گرجی: სანდრო ბაზაძე؛ زادهٔ ۲۹ ژوئیهٔ ۱۹۹۳) شمشیرباز اهل گرجستان است.